# Final Fantasy
Final Fantasy (jap. ファイナルファンタジー Fainaru Fantajī) – japońska seria gier, filmów i mangi z gatunku fantasy, stworzona przez Hironobu Sakaguchiego i produkowana przez firmę Square Enix (przed 2003 przez Square). Seria skupia się głównie na grach, które łączą w sobie gatunki fantasy i fantastykę naukową, a w kwestii rozgrywki cechują je rozbudowane elementy charakterystyczne dla japońskich gier fabularnych. Pierwsza gra, wydana w 1987 roku na platformę NES, została pomyślana jako ostatni tytuł niemającego wcześniej sukcesów Square. Tytuł ten jednak okazał się na tyle udany, że uratował firmę od bankructwa i dał jej możliwość stworzenia kolejnych sequeli i różnych spin-offów nieklasyfikujących się już do gatunku jRPG, a np. do taktycznych gier fabularnych, fabularnych gier akcji, MMORPG, wyścigowych, bijatyk czy rytmicznych.
Pomimo iż akcja każdej gry z serii głównej toczy się w innym świecie i przedstawia historie różnych bohaterów, gry mają wiele wspólnych elementów, jak na przykład mechaniki gry, imiona postaci czy podobne elementy fabuły, która często przedstawia grupę bohaterów stawiających opór złu skupiając się jednocześnie na relacjach łączących członków grupy. Imiona postaci, nazwy stworzeń i obiektów często zapożyczane są z historii i różnych mitologii oraz języków.
Seria stała się ogromnym sukcesem na całym świecie, sprzedając się w milionowych nakładach i otrzymując bardzo wysokie oceny od recenzentów. Jest ona najlepiej sprzedającą się serią gier od Square Enix i jedną z najlepiej sprzedających się serii gier w historii, pojawiła się również siedmiokrotnie w Księdze Rekordów Guinnessa w wydaniu z 2008 roku. W czerwcu 2011 roku Square Enix poinformowało, że wszystkie gry z serii sprzedały się w ilości ponad 100 milionów egzemplarzy.

## Elementy serii

### Gry

#### Seria główna
Trzy pierwsze części serii wydano na Nintendo Entertainment System. Final Fantasy zostało wydane w Japonii w roku 1987, w Ameryce Północnej w 1990, a w Europie oryginalna wersja (jak i pozostałe pięć gier głównych na platformy Nintendo) nie została wydana. Gra ta była kilkukrotnie odnawiana na różnych platformach. Final Fantasy II wydano w Japonii w 1988 roku. Pierwsze wydanie w języku angielskim to remake z roku 2003 na konsolę Sony PlayStation. Grę Final Fantasy III wydano w 1990 roku, zachodniego wydania doczekała się dopiero w 2006 roku pod postacią remake’u na konsolę Nintendo DS.
Trzy kolejne części wydano na następcę NESa, Super Nintendo Entertainment System. Final Fantasy IV wydano w 1991 roku. Poza Japonią Nintendo dystrybuowało oryginalne wydanie jako Final Fantasy II, co wzięło się z niewydania na Zachodzie części drugiej i trzeciej. Wszystkie późniejsze wydania na inne konsole nosiły już oryginalny numer. W tej grze po raz pierwszy pojawił się system Active Time Battle. Final Fantasy V, wydane w roku 1992 to pierwsza część której wydarzenia kontynuowano w sequelu – anime o tytule Final Fantasy: Legend of the Crystals. Pierwsze wydanie po angielsku to remake wydany w 1999 (2002 w Europie) na Sony PlayStation. Final Fantasy VI wydano w 1994 roku. Oryginalne wydania zachodnie używały nazwy Final Fantasy III, podobnie jak to było w przypadku Final Fantasy IV.
Na konsolę Sony PlayStation wydano trzy następne części główne, z których dwie pierwsze po kilku miesiącach od wydania konsolę Sony opublikowano na komputery osobiste. Części te wyróżniała zmiana grafiki z dwuwymiarowej na trójwymiarową, która opierała się na wyświetlaniu modeli postaci na prerenderowanych tłach. Final Fantasy VII z roku 1997 odróżnia się od części poprzednich cyberpunkowym klimatem. Jest to pierwsza gra z serii wydana w Europie. Final Fantasy VIII wydane w roku 1999 odróżnia się zastosowaniem postaci o realistycznych proporcjach, w odróżnieniu od poprzednich gier gdzie często stosowano styl super deformed. Jest to też pierwsza część, w której część muzyki jest śpiewana. Final Fantasy IX (2000) powraca do korzeni serii jako dziejące się w świecie bliższym grom I-VI zamiast w świecie dużo bardziej nowoczesnym ukazanym w częściach VII i VIII.
Następca PlayStation, konsola Sony PlayStation 2, doczekała się trzech części głównych, w tym jednej gry MMORPG. Tytuł z roku 2001, Final Fantasy X to pierwsza gra w serii w której zastosowano pełny dubbing oraz pomieszczenia i inne obszary w pełnym 3D. Jest to też pierwsza gra, która doczekała się grywalnego sequela (Final Fantasy X-2). Pierwsza gra MMORPG z serii, Final Fantasy XI została wydana w roku 2002 na PS2 i PC, a później też na Xbox 360. Dwunastą część opublikowano w roku 2006 i jest to pierwsza gra z serii głównej, w którym wykorzystano świat z innej gry – świat Ivalice, w którym dzieje się akcja także serii Final Fantasy Tactics, gry Vagrant Story oraz sequelu „dwunastki” – Final Fantasy XII: Revenant Wings.

#### Sequele i serie poboczne
Final Fantasy dało początek wielu spin-offom, z których niektóre rozwinęły się w rozbudowane serie.
Część gier, aby wykorzystać popularność serii w Ameryce Północnej zostało tam przemianowane ze swych oryginalnych tytułów na zawierające w nazwie Final Fantasy. Do tych gier należy seria SaGa, której trzy pierwsze części wydano jako The Final Fantasy Legend, Final Fantasy Legend II oraz Final Fantasy Legend III. Pierwsza gra z serii Mana, o oryginalnym tytule Seiken Densetsu została wydana w Ameryce Północnej jako Final Fantasy Adventure, a w Europie jako Mystic Quest.
Final Fantasy Mystic Quest zostało zaprojektowane z myślą o północnoamerykańskiej widowni (co znajdowało odbicie w tytule japońskim – Final Fantasy USA: Mystic Quest) jako gra o uproszczonych mechanikach i obniżonym poziomie trudności. W Europie tytuł ten nosił nazwę Mystic Quest Legend i, wraz z Mystic Quest, jest to pierwsza gra powiązana z serią Final Fantasy wydana w Europie.
Final Fantasy Tactics jest serią poboczną taktycznych gier fabularnych zawierającą dużo elementów pochodzących z serii głównej i odniesień do niej. Ivalice, świat, w którym dzieje się akcja tej serii został wykorzystany później w grze Final Fantasy XII. Pozostałe serie poboczne, jak np. Chocobo (większość tytułów nie wydano poza Japonią) czy Final Fantasy Crystal Chronicles także korzystają z wielu elementów serii głównej. Świat przedstawiony Final Fantasy pojawił się też w grach serii Kingdom Hearts.
Pierwszy bezpośredni, grywalny sequel gry z serii głównej to Final Fantasy X-2 z roku 2003. Final Fantasy XIII pierwotnie miał stanowić jedną całość, jednak Square Enix postanowiło rozwinąć uniwersum tej gry, w wyniku czego powstały dwa sequele – Final Fantasy XIII-2 oraz Lightning Returns: Final Fantasy XIII, które razem stworzyły pierwszą w historii serii głównej trylogię.

### Filmy

#### Fabularne
- Final Fantasy: Legend of the Crystals (serial telewizyjny)
- Final Fantasy Unlimited (serial telewizyjny)
- Final Fantasy: The Spirits Within (pol. Final Fantasy: Wojna Dusz)
- Final Fantasy VII: Advent Children
- Last Order: Final Fantasy VII
- Final Fantasy VII: Advent Children Complete
- Kingsglaive: Final Fantasy XV

#### Dokumentalne
- Beyond Final Fantasy

## Odbiór
| Gra                | GameRankings                           | Metacritic                 |
| ------------------ | -------------------------------------- | -------------------------- |
| Final Fantasy IV   | (SNES) 87.04%                          | –                          |
| Final Fantasy VI   | (SNES) 93.96%                          | –                          |
| Final Fantasy VII  | (PS) 92.35% (PS) 86.30%                | (PS) 92                    |
| Final Fantasy VIII | (PS) 89.42% (PS) 79.50%                | (PS) 90                    |
| Final Fantasy IX   | (PS) 92.72%                            | (PS) 94                    |
| Final Fantasy X    | (PS2) 91.73%                           | (PS2) 92                   |
| Final Fantasy XI   | (PS2) 85.04% (PC) 82.11% (X360) 69.33% | (PS2) 85 (PC) 85 (X360) 66 |
| Final Fantasy XII  | (PS2) 90.77%                           | (PS2) 92                   |
| Final Fantasy XIII | (PS3) 84.15% (X360) 81.68%             | (PS3) 83 (X360) 82         |
| Final Fantasy XIV  | (PC) 50.27%                            | (PC) 49                    |

Seria rozumiana jako całość odniosła komercyjny sukces, choć każda z części w dość różnym stopniu partycypowała w tym sukcesie. Według Square Enix do sierpnia 2003 sprzedano 45 mln kopii gier, do grudnia 2005 63 mln, a do lipca 2008 85 mln. W czerwcu 2011 poinformowano o stumilionowej sprzedanej kopii.
Kilka gier zostało bestsellerami. Ogłoszono, że pod koniec 2007 roku Final Fantasy VII, Final Fantasy VIII oraz Final Fantasy X były kolejno siódmą, ósmą i dziewiątą grą RPG pod względem ilości sprzedanych kopii.

### Oceny
Serię chwalono często za muzykę i stronę wizualną. Wielokrotnie seria i poszczególne gry zajmowały wysokie miejsca w różnorakich konkursach, ankietach i listach najlepszych gier. W 2006 roku w konkursie na najlepszą serię gier w dziejach zorganizowanym przez GameFAQs Final Fantasy zajęło drugie miejsce za serią The Legend of Zelda. Wiele gier z serii znalazło miejsce na kilku takich listach autorstwa IGN. Na liście Famitsu „100 ulubionych gier wszech czasów” znalazło się 11 gier z serii, z których 4 umieszczono w pierwszej dziesiątce, a Final Fantasy X i Final Fantasy VII na odpowiednio pierwszym i drugim miejscu. 7 rekordów w księdze rekordów Guinnessa z 2008 należy do serii, m.in. „najwięcej części serii gier RPG” (13 części głównych, 7 bezpośrednio powiązanych z częściami głównymi i 32 spin-offy), „najdłuższy okres produkcji” (Final Fantasy XII produkowane przez 5 lat) czy „najwięcej sprzedanych kopii konsolowej gry RPG w ciągu jednego dnia” (Final Fantasy X).
Niektóre mechaniki stosowane w serii jednak krytykowano. W ocenie IGN skomplikowany system menu odrzuca wielu graczy. Autorzy piszący na tej stronie krytykowali także stosowany system losowych walk w trakcie eksploracji. Wypomniano też serii nieudane podejścia do przeniesienia jej w świat filmu i animacji. W 2007 Edge skrytykował serię za dużą liczbę spin-offów niedorastających poziomem do gier z głównej serii.